# Kausza

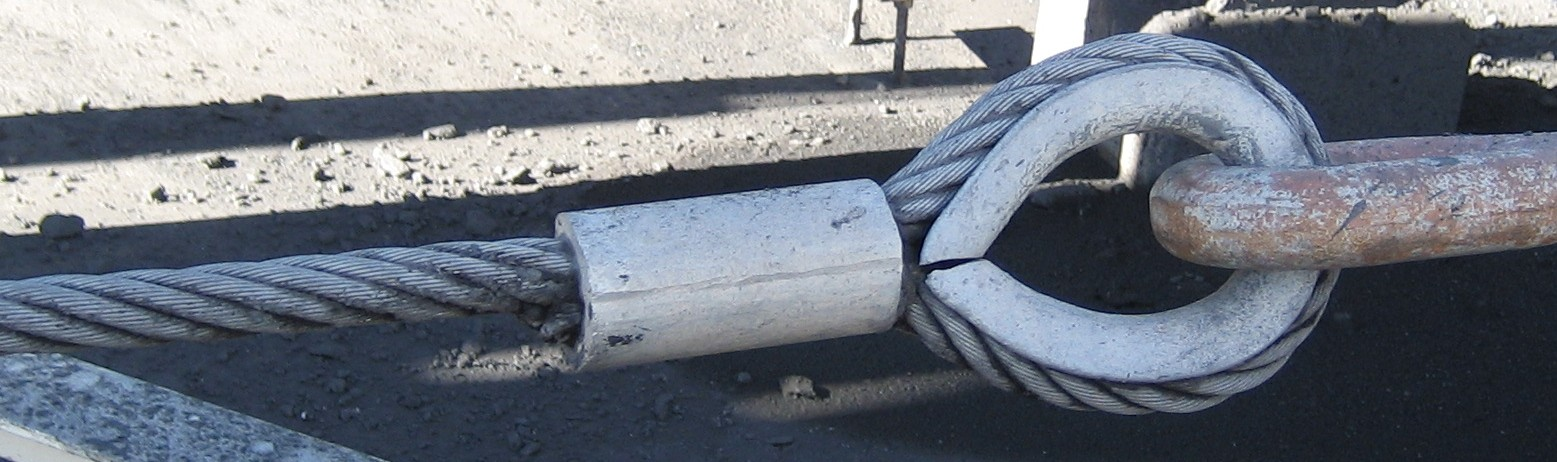
Kausza

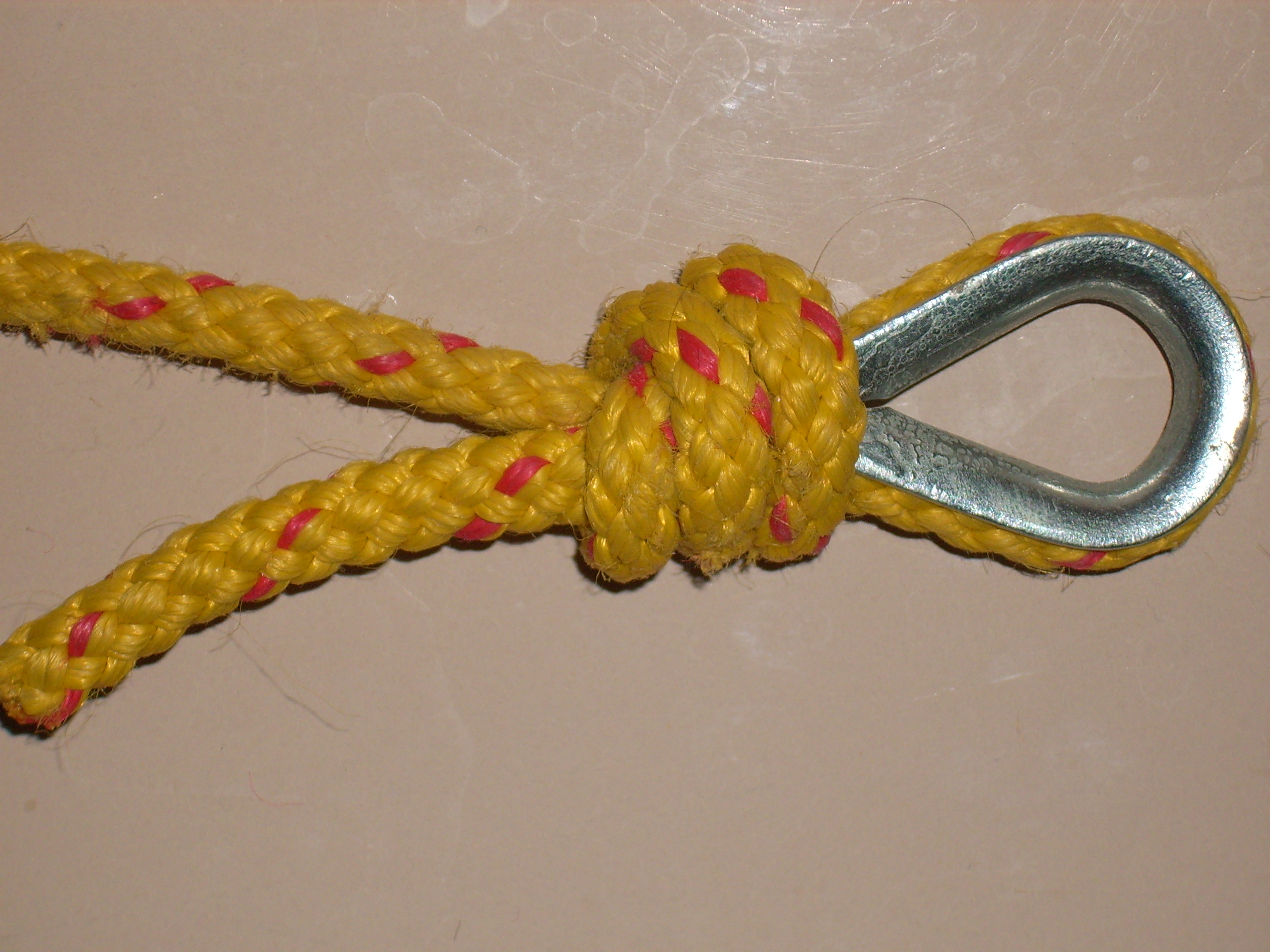
Kausza

Kausza, chomątko, sercówka (ang. thimble) – kształtka metalowa lub z tworzywa sztucznego o kształcie zbliżonym do kroplowego, umieszczona w uchu wykonanym z liny na jej zakończeniu. Stanowi ochronę liny przed przecieraniem, a w przypadku lin sztywnych także przed nadmiernym zgnieceniem, poprzez nadanie temu uchu pożądanego kształtu. Ma zastosowanie zarówno do lin metalowych jak i z tworzywa sztucznego lub roślinnych. Kausza ma na całej swojej długości rynienkę, w którą lina wchodzi do ok. 2/3 swojej średnicy. Lina może otaczać kauszę i być zaciśnięta, po powrocie, do reszty liny, lub też kausza może być wpleciona w linę.
Zastosowania: liny "pracujące", czyli poruszające się na elemencie, do którego są zaczepione, np. liny holownicze, niektóre liny takielunku żeglarskiego, liny na których wiszą rzeczy, które mogą być poruszane podmuchami wiatru, itd.